# حكومة محمد حسن آخند
حكومة محمد حسن آخند هي حكومة إمارة أفغانستان الإسلامية منذ 7 سبتمبر 2021، يقودها رئيس الوزراء محمد حسن آخند.

## التاريخ
أعلنت حركة طالبان إعادة قيام إمارتها الإسلامية بعد أن سيطرت على البلاد إثر هجوم عسكري قامت به. أكدت الحركة آنذاك أنها لم تحدد بعد شكل الحكم الذي سيقوم في البلاد، ولكنها أكدت أنه سيكون وفقا لأحكام الشريعة الإسلامية.
شكلت الحكومة في 7 سبتمبر 2021. وتكونت هذه الأخيرة من الرجال فقط، ويغلب عليها العنصر البشتوني وهو الإثنية الأغلبية في البلاد، إلى جانب وزير طاجيكي وآخر من الهزارة.

## التشكيلة

### الحكومة المؤقتة (23 أغسطس - 7 سبتمبر 2021)
| الصورة | الحقيبة الوزارية    | الاسم            |  | الحزب       |
| ------ | ------------------- | ---------------- |  | ----------- |
|        | وزير الدفاع         | هداية الله بدري  |  | حركة طالبان |
|        | وزير المالية        | عبد القيوم ذاكر  |  | حركة طالبان |
|        | وزير التعليم العالي | عبد الباقي حقاني |  | حركة طالبان |
|        | وزير التربية        | همت آخند زادة    |  | حركة طالبان |
|        | وزير الداخلية       | إبراهيم صدر      |  | حركة طالبان |

### الحكومة الحالية
| الصورة               | الحقيبة الوزارية                         | الاسم                   |                      | الحزب                |
| رئيس الوزراء ونائبيه | رئيس الوزراء ونائبيه                     | رئيس الوزراء ونائبيه    | رئيس الوزراء ونائبيه | رئيس الوزراء ونائبيه |
| -------------------- | ---------------------------------------- | ----------------------- | -------------------- | -------------------- |
|                      | رئيس الوزراء                             | محمد حسن آخند           |                      | حركة طالبان          |
|                      | النائب الأول لرئيس مجلس الوزراء          | عبد الغني برادر         |                      | حركة طالبان          |
|                      | النائب الثاني لرئيس مجلس الوزراء         | عبد السلام حنفي         |                      | حركة طالبان          |
| الوزراء              |                                          |                         |                      |                      |
|                      | وزير الدفاع                              | ملا محمد يعقوب          |                      | حركة طالبان          |
|                      | وزير الداخلية                            | سراج الدين حقاني        |                      | حركة طالبان          |
|                      | وزير الخارجية                            | أمير خان متقي           |                      | حركة طالبان          |
|                      | وزير المالية                             | هداية الله بدري         |                      | حركة طالبان          |
|                      | وزير التربية                             | نور الله منير           |                      | حركة طالبان          |
|                      | وزير الإعلام والثقافة                    | خير الله سعيد والي      |                      | حركة طالبان          |
|                      | وزير الاقتصاد                            | دين محمد حنيف           |                      | حركة طالبان          |
|                      | وزير الحج والأوقاف                       | نور محمد ثاقب           |                      | حركة طالبان          |
|                      | وزير العدل                               | عبد الحكيم حقاني        |                      | حركة طالبان          |
|                      | وزير الحدود وشؤون القبائل                | نور الله نوري           |                      | حركة طالبان          |
|                      | وزير التنمية الريفية                     | محمد يونس آخند زاده     |                      | حركة طالبان          |
|                      | وزير العمل                               | عبد المنان عمري         |                      | حركة طالبان          |
|                      | وزير المناجم والنفط                      | محمد عيسى آخند          |                      | حركة طالبان          |
|                      | وزير المياه والطاقة                      | ملا عبد اللطيف منصور    |                      | حركة طالبان          |
|                      | وزير الطيران المدني والنقل               | حميد الله آخند زاده     |                      | حركة طالبان          |
|                      | وزير التعليم العالي                      | عبد الباقي حقاني        |                      | حركة طالبان          |
|                      | وزير الاتصالات                           | نجيب الله حقاني         |                      | حركة طالبان          |
|                      | وزير اللاجئين                            | خليل حقاني              |                      | حركة طالبان          |
|                      | وزير الأمر بالمعروف والنهي عن المنكر     | شيخ محمد خالد           |                      | حركة طالبان          |
| نواب الوزراء         |                                          |                         |                      |                      |
|                      | نائب وزير الدفاع                         | ملا محمد فضل            |                      | حركة طالبان          |
|                      | نائب وزير الخارجية                       | شير محمد عباس ستانيكزاي |                      | حركة طالبان          |
|                      | نائب وزير الداخلية                       | نور جلال                |                      | حركة طالبان          |
|                      | نائب وزير الإعلام والثقافة               | ذبيح الله مجاهد         |                      | حركة طالبان          |
|                      | نائب وزير الداخلية مكلف بمكافحة المخدرات | عبد الحق آخند           |                      | حركة طالبان          |